# Baie d'Ana Chaves
La baie d'Ana Chaves (en portugais: Baía de Ana Chaves) est une baie sur la côte nord-est de l'île de São Tomé à São Tomé et Príncipe. La capitale de São Tomé et son port sont situés près de la baie. Elle s'étend de la Ponta Oque del Rei au nord à la Ponta São Sebastião au sud. Le fort de São Sebastião, qui fait maintenant partie du musée de São Sebastião, occupe la Ponta São Sebastião. Le port de São Tomé a été construit à la fin des années 1950 sur un terrain récupéré qui s'étend sur 320 mètres au nord de la Ponta São Sebastião; il y a un quai de 200 mètres à son extrémité nord, avec une profondeur de 3 mètres. C'est le principal port du pays pour les marchandises solides; le port de Neves est le principal point d'entrée des carburants liquides. La baie est peu profonde, offrant un mouillage pour les petits navires de moins de 5 mètres de profondeur.

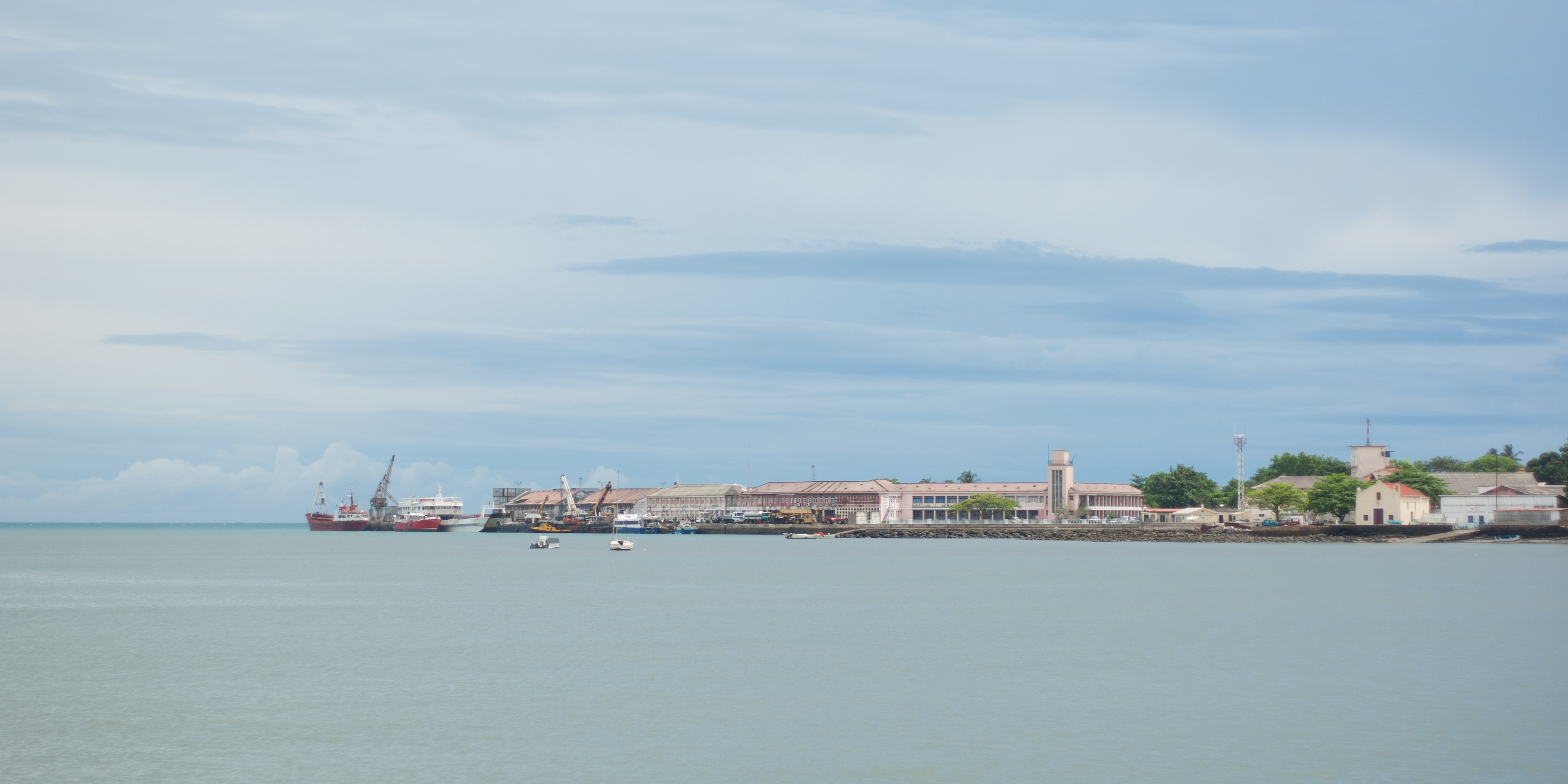
La baie d'Ana Chaves et le centre de la ville de São Tomé

Il y a un phare sur la Ponta O'Que del Rey à l'extrémité nord-ouest de la baie, construit en 1994. La hauteur de sa focale est de 9 mètres et sa portée est de 11 kilomètres. Le phare de São Sebastião, construit en 1928, est quant à lui situé à l'extrémité sud-est de la baie. La hauteur de sa focale est de 14 mètres et sa portée est de 22 kilomètres.
En 2011, le gouvernement de São Tomé et Príncipe a accordé une concession à long terme à la compagnie pétrolière nationale angolaise Sonangol pour contrôler et développer le port dans lequel Sonangol aurait investi 30 millions de dollars américains dans le développement d'une zone de libre-échange.